# ديدجان
ديدجان هي قرية في مقاطعة سميرم، إيران. يقدر عدد سكانها بـ 167 نسمة بحسب إحصاء 2016.